# Jean-Frédéric Hermann
Pour les articles homonymes, voir Hermann.

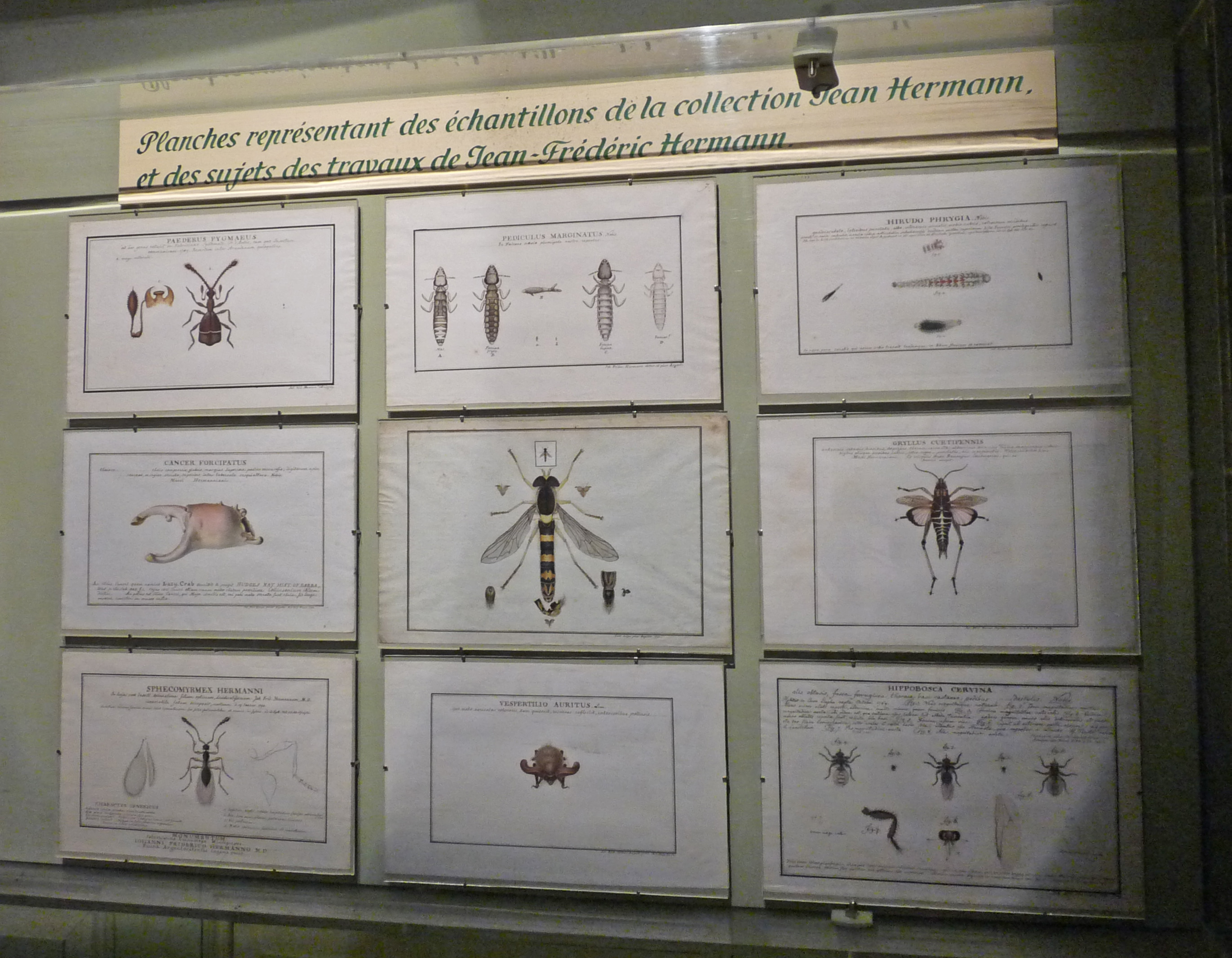
Planches représentant des échantillons de la collection Jean Hermann et des sujets des travaux de Jean-Frédéric Hermann (Musée zoologique de la ville de Strasbourg)

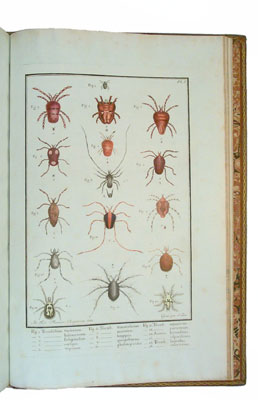
Planche du Mémoire aptérologique (1804)

Jean-Frédéric Hermann est un médecin et naturaliste français, né en 1768 et décédé le 19 janvier 1793.

## Biographie
Fils de Jean Hermann et neveu de son homonyme Jean-Frédéric Hermann, député du Bas-Rhin et maire de Strasbourg, il constitue l'inventaire de la collection de son père et réalise des planches représentant certains échantillons de cette collection. Il fait des travaux d'anatomie comparée sur les parties buccales des insectes et sur les acariens (oribatides ou acariens cuirassés) qui seront publiés sous le titre Mémoire aptérologique par Frédéric-Louis Hammer en 1804.
Le jeune Jean-Frédéric, promis à un brillant avenir, meurt prématurément du typhus pendant les guerres révolutionnaires à l'âge de 25 ans.